# Liga Campionilor EHF Feminin 2018-2019 - faza grupelor
Acest articol descrie primul tur al Ligii Campionilor EHF Feminin 2018-2019.

## Format
Cele 16 echipe au fost împărțite în patru grupe de câte patru. Fiecare echipă a disputat câte un joc pe teren propriu și unul în deplasare împotriva fiecărui adversar din grupă. Primele trei echipe clasate au avansat în grupele principale, de unde primele patru echipe au avansat în fazele eliminatorii. Tragerea la sorți a avut loc pe 29 iunie 2018, de la ora locală 12:30, la Erste Campus din Viena, Austria.

## Distribuția
Distribuția echipelor a fost publicată pe 19 iunie 2018. 16 echipe au fost implicate în acest proces, fiind împărțite în patru urne valorice de câte patru.
| Urna 1                                                   | Urna a 2-a                                                        | Urna a 3-a                                                 | Urna a 4-a                                                        |
| -------------------------------------------------------- | ----------------------------------------------------------------- | ---------------------------------------------------------- | ----------------------------------------------------------------- |
| Győri Audi ETO KC CSM București ŽRK Budućnost Rostov-Don | Metz Handball København Håndbold Vipers Kristiansand Thüringer HC | RK Krim IK Sävehof FTC-Rail Cargo Hungaria Odense Håndbold | Brest Bretagne Handball Larvik HK SG Bietigheim[1] RK Podravka[2] |

### Tragerea la sorți
Cele 16 echipe din urnele valorice au fost trase la sorți în patru grupe de câte patru echipe, unde au jucat fiecare câte două meciuri una împotriva celeilalte, pe teren propriu și în deplasare, în total câte șase meciuri. Echipele clasate pe primele trei locuri în fiecare grupă au avansat în cele două grupe principale, de unde primele patru clasate din fiecare grupă s-au calificat în fazele eliminatorii.
|  | Echipele calificate în grupele principale          |
|  | Echipele retrogradate în faza grupelor a Cupei EHF |

Calendarul de mai jos respectă orele locale:

## Grupa A
| Echipa          | M | V | E | Î | GM  | GP  | G   | Pct |
| --------------- | - | - | - | - | --- | --- | --- | --- |
| Metz Handball   | 6 | 4 | 1 | 1 | 166 | 133 | +33 | 9   |
| ŽRK Budućnost   | 6 | 4 | 0 | 2 | 152 | 142 | +10 | 8   |
| Odense Håndbold | 6 | 2 | 1 | 3 | 155 | 165 | −10 | 5   |
| Larvik HK       | 6 | 1 | 0 | 5 | 137 | 170 | −33 | 2   |

| 6 octombrie 2018 19:00 | ŽRK Budućnost | 31 - 28 | Odense Håndbold | Centrul Sportiv Morača, Podgorica Asistență: 2.225 Arbitri: Horváth, Marton |
| 6 octombrie 2018 19:00 | Jauković 8    | (17-12) | Jørgensen 8     | Centrul Sportiv Morača, Podgorica Asistență: 2.225 Arbitri: Horváth, Marton |
| 6 octombrie 2018 19:00 | 5× 3×         | Cronică | 7× 2×           | Centrul Sportiv Morača, Podgorica Asistență: 2.225 Arbitri: Horváth, Marton |

| 7 octombrie 2018 15:00 | Metz Handball | 31 - 20 | Larvik HK  | Arènes de Metz, Metz Asistență: 3.349 Arbitri: Merz, Schilha |
| 7 octombrie 2018 15:00 | Maubon 6      | (16-8)  | Hjertner 8 | Arènes de Metz, Metz Asistență: 3.349 Arbitri: Merz, Schilha |
| 7 octombrie 2018 15:00 | 2× 1×         | Cronică | 2×         | Arènes de Metz, Metz Asistență: 3.349 Arbitri: Merz, Schilha |

| 13 octombrie 2018 18:15 | Larvik HK | 23 - 22 | ŽRK Budućnost         | Boligmappa Arena Larvik, Larvik Asistență: 1.150 Arbitri: Bennani, Bennani |
| 13 octombrie 2018 18:15 | Molid 9   | (12-12) | Bulatović, Raičević 5 | Boligmappa Arena Larvik, Larvik Asistență: 1.150 Arbitri: Bennani, Bennani |
| 13 octombrie 2018 18:15 | 3× 1×     | Cronică | 5× 3×                 | Boligmappa Arena Larvik, Larvik Asistență: 1.150 Arbitri: Bennani, Bennani |

| 14 octombrie 2018 15:10 | Odense Håndbold | 19 - 19 | Metz Handball | Sparekassen Fyn Arena, Odense Asistență: 3.528 Arbitri: Mošorinski, Pandžić |
| 14 octombrie 2018 15:10 | Jørgensen 6     | (10-10) | Zaadi Deuna 5 | Sparekassen Fyn Arena, Odense Asistență: 3.528 Arbitri: Mošorinski, Pandžić |
| 14 octombrie 2018 15:10 | 3×              | Cronică | 2× 3×         | Sparekassen Fyn Arena, Odense Asistență: 3.528 Arbitri: Mošorinski, Pandžić |

| 19 octombrie 2018 18:45 | Larvik HK     | 25 - 33 | Odense Håndbold | Boligmappa Arena Larvik, Larvik Asistență: 1.414 Arbitri: Stark, Ștefan |
| 19 octombrie 2018 18:45 | Christensen 6 | (13-16) | Højlund 8       | Boligmappa Arena Larvik, Larvik Asistență: 1.414 Arbitri: Stark, Ștefan |
| 19 octombrie 2018 18:45 | 1× 3×         | Cronică | 5× 3×           | Boligmappa Arena Larvik, Larvik Asistență: 1.414 Arbitri: Stark, Ștefan |

| 21 octombrie 2018 17:00 | Metz Handball | 25 - 24 | ŽRK Budućnost | Arènes de Metz, Metz Asistență: 4.438 Arbitri: Bethmann, Tzaferopoulos |
| 21 octombrie 2018 17:00 | Smits 7       | (8-11)  | Laslo 6       | Arènes de Metz, Metz Asistență: 4.438 Arbitri: Bethmann, Tzaferopoulos |
| 21 octombrie 2018 17:00 | 4× 2×         | Cronică | 4× 3×         | Arènes de Metz, Metz Asistență: 4.438 Arbitri: Bethmann, Tzaferopoulos |

| 4 noiembrie 2018 13:30 | Odense Håndbold | 27 - 23 | Larvik HK     | Sparekassen Fyn Arena, Odense Asistență: 1.887 Arbitri: Christidi, Papamattheou |
| 4 noiembrie 2018 13:30 | Østergaard 7    | (13-13) | Christensen 5 | Sparekassen Fyn Arena, Odense Asistență: 1.887 Arbitri: Christidi, Papamattheou |
| 4 noiembrie 2018 13:30 | 2× 3×           | Cronică | 3×            | Sparekassen Fyn Arena, Odense Asistență: 1.887 Arbitri: Christidi, Papamattheou |

| 4 noiembrie 2018 19:00 | ŽRK Budućnost | 23 - 19 | Metz Handball | Centrul Sportiv Morača, Podgorica Asistență: 2.500 Arbitri: Mandák, Rudinský |
| 4 noiembrie 2018 19:00 | Raičević 8    | (9-10)  | Flippes 8     | Centrul Sportiv Morača, Podgorica Asistență: 2.500 Arbitri: Mandák, Rudinský |
| 4 noiembrie 2018 19:00 | 5× 2×         | Cronică | 4× 2×         | Centrul Sportiv Morača, Podgorica Asistență: 2.500 Arbitri: Mandák, Rudinský |

| 10 noiembrie 2018 15:15 | Larvik HK | 21 - 31 | Metz Handball | Boligmappa Arena Larvik, Larvik Asistență: 778 Arbitri: Pech, Vágvölgy |
| 10 noiembrie 2018 15:15 | Molid 6   | (9-15)  | Smits 6       | Boligmappa Arena Larvik, Larvik Asistență: 778 Arbitri: Pech, Vágvölgy |
| 10 noiembrie 2018 15:15 | 5× 3×     | Cronică | 4× 2×         | Boligmappa Arena Larvik, Larvik Asistență: 778 Arbitri: Pech, Vágvölgy |

| 11 noiembrie 2018 15:10 | Odense Håndbold | 22 - 26 | ŽRK Budućnost | Sparekassen Fyn Arena, Odense Asistență: 1.937 Arbitri: Erdoğan, Özdeniz |
| 11 noiembrie 2018 15:10 | Østergaard 7    | (14-13) | Jauković 8    | Sparekassen Fyn Arena, Odense Asistență: 1.937 Arbitri: Erdoğan, Özdeniz |
| 11 noiembrie 2018 15:10 | 4× 2×           | Cronică | 5× 3× 1×      | Sparekassen Fyn Arena, Odense Asistență: 1.937 Arbitri: Erdoğan, Özdeniz |

| 17 noiembrie 2018 19:00 | ŽRK Budućnost | 26 - 25 | Larvik HK | Centrul Sportiv Morača, Podgorica Asistență: 2.843 Arbitri: Vranes, Wenninger |
| 17 noiembrie 2018 19:00 | Jauković 9    | (13-16) | Molid 8   | Centrul Sportiv Morača, Podgorica Asistență: 2.843 Arbitri: Vranes, Wenninger |
| 17 noiembrie 2018 19:00 | 6× 2×         | Cronică | 3× 1×     | Centrul Sportiv Morača, Podgorica Asistență: 2.843 Arbitri: Vranes, Wenninger |

| 18 noiembrie 2018 15:00 | Metz Handball | 41 - 26 | Odense Håndbold | Arènes de Metz, Metz Asistență: 4.239 Arbitri: Alpaidze, Berezkina |
| 18 noiembrie 2018 15:00 | Houette 8     | (21-12) | Højlund 7       | Arènes de Metz, Metz Asistență: 4.239 Arbitri: Alpaidze, Berezkina |
| 18 noiembrie 2018 15:00 | 3× 2×         | Cronică | 4× 3×           | Arènes de Metz, Metz Asistență: 4.239 Arbitri: Alpaidze, Berezkina |

## Grupa B
| Echipa             | M | V | E | Î | GM  | GP  | G   | Pct |
| ------------------ | - | - | - | - | --- | --- | --- | --- |
| Rostov-Don         | 6 | 5 | 1 | 0 | 178 | 146 | +32 | 11  |
| København Håndbold | 6 | 3 | 1 | 2 | 175 | 157 | +18 | 7   |
| Brest Bretagne HB  | 6 | 2 | 2 | 2 | 182 | 172 | +10 | 6   |
| IK Sävehof         | 6 | 0 | 0 | 6 | 144 | 204 | −60 | 0   |

| 6 octombrie 2018 12:30 | Rostov-Don  | 30 - 21 | IK Sävehof       | Palatul Sporturilor, Rostov-pe-Don Asistență: 2.109 Arbitri: Bethmann, Tzaferopoulos |
| 6 octombrie 2018 12:30 | Viahireva 7 | (15-11) | Ekenman-Fernis 5 | Palatul Sporturilor, Rostov-pe-Don Asistență: 2.109 Arbitri: Bethmann, Tzaferopoulos |
| 6 octombrie 2018 12:30 | 3×          | Cronică | 3× 2×            | Palatul Sporturilor, Rostov-pe-Don Asistență: 2.109 Arbitri: Bethmann, Tzaferopoulos |

| 6 decembrie 2018 13:45 | København Håndbold | 32 - 28 | Brest Bretagne HB | TREFOR Arena Brøndby, Brøndby Asistență: 932 Arbitri: Brehmer, Skowronek |
| 6 decembrie 2018 13:45 | Alm 7              | (16-18) | Gros, Pop-Lazić 9 | TREFOR Arena Brøndby, Brøndby Asistență: 932 Arbitri: Brehmer, Skowronek |
| 6 decembrie 2018 13:45 | 1× 3×              | Cronică | 2×                | TREFOR Arena Brøndby, Brøndby Asistență: 932 Arbitri: Brehmer, Skowronek |

| 13 decembrie 2018 15:00 | Brest Bretagne HB | 29 - 29 | Rostov-Don | Brest Arena, Brest Asistență: 3.057 Arbitri: Florescu, Stoia |
| 13 decembrie 2018 15:00 | Gros 8            | (15-16) | Sen 10     | Brest Arena, Brest Asistență: 3.057 Arbitri: Florescu, Stoia |
| 13 decembrie 2018 15:00 | 1× 3×             | Cronică | 3×         | Brest Arena, Brest Asistență: 3.057 Arbitri: Florescu, Stoia |

| 13 decembrie 2018 15:30 | IK Sävehof            | 22 - 36 | København Håndbold | Partille Arena, Partille Asistență: 1.122 Arbitri: Mitrović, Kažanegra |
| 13 decembrie 2018 15:30 | Hallagård, Lundbäck 4 | (8-20)  | Fons 8             | Partille Arena, Partille Asistență: 1.122 Arbitri: Mitrović, Kažanegra |
| 13 decembrie 2018 15:30 | 2×                    | Cronică | 1× 2×              | Partille Arena, Partille Asistență: 1.122 Arbitri: Mitrović, Kažanegra |

| 20 decembrie 2018 13:45 | København Håndbold | 21 - 27 | Rostov-Don  | TREFOR Arena Brøndby, Brøndby Asistență: 1.300 Arbitri: Mošorinski, Pandžić |
| 20 decembrie 2018 13:45 | Blohm, Bont 4      | (13-13) | Viahireva 9 | TREFOR Arena Brøndby, Brøndby Asistență: 1.300 Arbitri: Mošorinski, Pandžić |
| 20 decembrie 2018 13:45 | 4× 2×              | Cronică | 4× 2×       | TREFOR Arena Brøndby, Brøndby Asistență: 1.300 Arbitri: Mošorinski, Pandžić |

| 21 decembrie 2018 15:00 | IK Sävehof  | 27 - 39 | Brest Bretagne HB       | Partille Arena, Partille Asistență: 1.290 Arbitri: Vranes, Wenninger |
| 21 decembrie 2018 15:00 | Hallagård 5 | (16-19) | Gros, Mangué González 8 | Partille Arena, Partille Asistență: 1.290 Arbitri: Vranes, Wenninger |
| 21 decembrie 2018 15:00 | 3×          | Cronică | 3× 2×                   | Partille Arena, Partille Asistență: 1.290 Arbitri: Vranes, Wenninger |

| 3 noiembrie 2018 16:00 | Rostov-Don  | 30 - 25 | København Håndbold | Palatul Sporturilor, Rostov-pe-Don Asistență: 2.815 Arbitri: Covalciuc, Covalciuc |
| 3 noiembrie 2018 16:00 | Viahireva 7 | (15-10) | Hansen 5           | Palatul Sporturilor, Rostov-pe-Don Asistență: 2.815 Arbitri: Covalciuc, Covalciuc |
| 3 noiembrie 2018 16:00 | 2×          | Cronică | 1× 3×              | Palatul Sporturilor, Rostov-pe-Don Asistență: 2.815 Arbitri: Covalciuc, Covalciuc |

| 4 noiembrie 2018 15:00 | Brest Bretagne HB | 34 - 26 | IK Sävehof       | Brest Arena, Brest Asistență: 4.200 Arbitri: Horváth, Marton |
| 4 noiembrie 2018 15:00 | Coatanea 8        | (19-14) | Ekenman-Fernis 6 | Brest Arena, Brest Asistență: 4.200 Arbitri: Horváth, Marton |
| 4 noiembrie 2018 15:00 | 3×                | Cronică | 4× 2×            | Brest Arena, Brest Asistență: 4.200 Arbitri: Horváth, Marton |

| 10 noiembrie 2018 15:00 | Brest Bretagne HB | 28 - 28 | København Håndbold | Brest Arena, Brest Asistență: 3.451 Arbitri: Marín, García |
| 10 noiembrie 2018 15:00 | Gros 8            | (14-13) | Mørk 7             | Brest Arena, Brest Asistență: 3.451 Arbitri: Marín, García |
| 10 noiembrie 2018 15:00 | 4× 1×             | Cronică | 4× 1×              | Brest Arena, Brest Asistență: 3.451 Arbitri: Marín, García |

| 11 noiembrie 2018 16:30 | IK Sävehof       | 26 - 32 | Rostov-Don  | Partille Arena, Partille Asistență: 548 Arbitri: Merz, Schilha |
| 11 noiembrie 2018 16:30 | Ekenman-Fernis 6 | (15-14) | Viahireva 7 | Partille Arena, Partille Asistență: 548 Arbitri: Merz, Schilha |
| 11 noiembrie 2018 16:30 | 7× 3× 2×         | Cronică | 3×          | Partille Arena, Partille Asistență: 548 Arbitri: Merz, Schilha |

| 17 noiembrie 2018 16:00 | Rostov-Don  | 30 - 24 | Brest Bretagne HB | Palatul Sporturilor, Rostov-pe-Don Asistență: 3.420 Arbitri: Brunovský, Čanda |
| 17 noiembrie 2018 16:00 | Viahireva 7 | (18-12) | Gros 6            | Palatul Sporturilor, Rostov-pe-Don Asistență: 3.420 Arbitri: Brunovský, Čanda |
| 17 noiembrie 2018 16:00 | 2×          | Cronică | 2× 3×             | Palatul Sporturilor, Rostov-pe-Don Asistență: 3.420 Arbitri: Brunovský, Čanda |

| 18 noiembrie 2018 13:45 | København Håndbold | 33 - 22 | IK Sävehof            | TREFOR Arena Brøndby, Brøndby Asistență: 1.256 Arbitri: Simone, Monitillo |
| 18 noiembrie 2018 13:45 | Blomstrand 6       | (19-6)  | Forsberg, Hallagård 4 | TREFOR Arena Brøndby, Brøndby Asistență: 1.256 Arbitri: Simone, Monitillo |
| 18 noiembrie 2018 13:45 | 1× 3×              | Cronică | 4× 2×                 | TREFOR Arena Brøndby, Brøndby Asistență: 1.256 Arbitri: Simone, Monitillo |

## Grupa C
| Echipa            | M | V | E | Î | GM  | GP  | G   | Pct |
| ----------------- | - | - | - | - | --- | --- | --- | --- |
| Győri Audi ETO KC | 6 | 6 | 0 | 0 | 210 | 140 | +70 | 12  |
| RK Krim           | 6 | 2 | 2 | 2 | 153 | 164 | −11 | 6   |
| Thüringer HC      | 6 | 1 | 1 | 4 | 153 | 173 | −20 | 3   |
| RK Podravka[2]    | 6 | 1 | 1 | 4 | 142 | 181 | −39 | 3   |

| 6 octombrie 2018 19:30 | Győri Audi ETO KC | 39 - 23 | RK Krim  | Audi Aréna, Győr Asistență: 5.214 Arbitri: Sa, Sa |
| 6 octombrie 2018 19:30 | Amorim Taleska 7  | (18-9)  | Mavsar 5 | Audi Aréna, Győr Asistență: 5.214 Arbitri: Sa, Sa |
| 6 octombrie 2018 19:30 | 3× 2×             | Cronică | 3× 2×    | Audi Aréna, Győr Asistență: 5.214 Arbitri: Sa, Sa |

| 7 octombrie 2018 14:00 | Thüringer HC       | 26 - 28 | RK Podravka | Wiedigsburghalle, Nordhausen Asistență: 1.300 Arbitri: Năstase, Stancu |
| 7 octombrie 2018 14:00 | Luzumová, Stolle 6 | (11-12) | Iejikova 7  | Wiedigsburghalle, Nordhausen Asistență: 1.300 Arbitri: Năstase, Stancu |
| 7 octombrie 2018 14:00 | 3× 2×              | Cronică | 10× 1×      | Wiedigsburghalle, Nordhausen Asistență: 1.300 Arbitri: Năstase, Stancu |

| 13 octombrie 2018 19:00 | RK Krim  | 27 - 20 | Thüringer HC | Športna dvorana Kodeljevo, Ljubljana Asistență: 1.500 Arbitri: Vranes, Wenninger |
| 13 octombrie 2018 19:00 | Mavsar 7 | (10-12) | Luzumová 6   | Športna dvorana Kodeljevo, Ljubljana Asistență: 1.500 Arbitri: Vranes, Wenninger |
| 13 octombrie 2018 19:00 | 5× 3×    | Cronică | 6× 2×        | Športna dvorana Kodeljevo, Ljubljana Asistență: 1.500 Arbitri: Vranes, Wenninger |

| 14 octombrie 2018 18:45 | RK Podravka   | 27 - 33 | Győri Audi ETO KC | Sportska dvorana „Fran Galović”, Koprivnica Asistență: 2.200 Arbitri: Kijauskaitė, Žalienė |
| 14 octombrie 2018 18:45 | Cighirinova 8 | (15-17) | Amorim Taleska 8  | Sportska dvorana „Fran Galović”, Koprivnica Asistență: 2.200 Arbitri: Kijauskaitė, Žalienė |
| 14 octombrie 2018 18:45 | 4× 3×         | Cronică | 3× 2×             | Sportska dvorana „Fran Galović”, Koprivnica Asistență: 2.200 Arbitri: Kijauskaitė, Žalienė |

| 20 octombrie 2018 18:00 | RK Podravka   | 27 - 27 | RK Krim   | Sportska dvorana „Fran Galović”, Koprivnica Asistență: 2.500 Arbitri: Alpaidze, Berezkina |
| 20 octombrie 2018 18:00 | Cighirinova 5 | (15-13) | Mavsar 10 | Sportska dvorana „Fran Galović”, Koprivnica Asistență: 2.500 Arbitri: Alpaidze, Berezkina |
| 20 octombrie 2018 18:00 | 5× 2×         | Cronică | 3× 2×     | Sportska dvorana „Fran Galović”, Koprivnica Asistență: 2.500 Arbitri: Alpaidze, Berezkina |

| 21 octombrie 2018 14:00 | Thüringer HC | 22 - 38 | Győri Audi ETO KC | Wiedigsburghalle, Nordhausen Asistență: 1.800 Arbitri: Bennani, Bennani |
| 21 octombrie 2018 14:00 | Luzumová 5   | (11-15) | Oftedal 6         | Wiedigsburghalle, Nordhausen Asistență: 1.800 Arbitri: Bennani, Bennani |
| 21 octombrie 2018 14:00 | 1× 2×        | Cronică | 3× 1×             | Wiedigsburghalle, Nordhausen Asistență: 1.800 Arbitri: Bennani, Bennani |

| 3 noiembrie 2018 19:00 | RK Krim    | 27 - 20 | RK Podravka     | Športna dvorana Kodeljevo, Ljubljana Asistență: 2.000 Arbitri: Christiansen, Hansen |
| 3 noiembrie 2018 19:00 | Tsàkalou 6 | (14-10) | Milosavljević 5 | Športna dvorana Kodeljevo, Ljubljana Asistență: 2.000 Arbitri: Christiansen, Hansen |
| 3 noiembrie 2018 19:00 | 4× 1×      | Cronică | 4× 1×           | Športna dvorana Kodeljevo, Ljubljana Asistență: 2.000 Arbitri: Christiansen, Hansen |

| 5 noiembrie 2018 19:00 | Győri Audi ETO KC | 31 - 28 | Thüringer HC | Audi Aréna, Győr Asistență: 5.307 Arbitri: Balvan, Praštalo |
| 5 noiembrie 2018 19:00 | Hansen 6          | (19-15) | Stolle 8     | Audi Aréna, Győr Asistență: 5.307 Arbitri: Balvan, Praštalo |
| 5 noiembrie 2018 19:00 | 1× 3×             | Cronică | 4× 3×        | Audi Aréna, Győr Asistență: 5.307 Arbitri: Balvan, Praštalo |

| 10 noiembrie 2018 15:00 | RK Krim | 23 - 32 | Győri Audi ETO KC | Športna dvorana Kodeljevo, Ljubljana Asistență: 1.700 Arbitri: Năstase, Stancu |
| 10 noiembrie 2018 15:00 | Zulić 5 | (10-16) | Amorim Taleska 7  | Športna dvorana Kodeljevo, Ljubljana Asistență: 1.700 Arbitri: Năstase, Stancu |
| 10 noiembrie 2018 15:00 | 4× 2×   | Cronică | 4× 2×             | Športna dvorana Kodeljevo, Ljubljana Asistență: 1.700 Arbitri: Năstase, Stancu |

| 11 noiembrie 2018 18:00 | RK Podravka   | 23 - 31 | Thüringer HC | Sportska dvorana „Fran Galović”, Koprivnica Asistență: 2.500 Arbitri: Antić, Jakovljević |
| 11 noiembrie 2018 18:00 | Cighirinova 8 | (10-14) | Luzumová 10  | Sportska dvorana „Fran Galović”, Koprivnica Asistență: 2.500 Arbitri: Antić, Jakovljević |
| 11 noiembrie 2018 18:00 | 1× 2×         | Cronică | 5× 1×        | Sportska dvorana „Fran Galović”, Koprivnica Asistență: 2.500 Arbitri: Antić, Jakovljević |

| 17 noiembrie 2018 15:30 | Thüringer HC | 26 - 26 | RK Krim    | Wiedigsburghalle, Nordhausen Asistență: 1.400 Arbitri: Kijauskaitė, Žalienė |
| 17 noiembrie 2018 15:30 | Lang 7       | (14-16) | Tsàkalou 7 | Wiedigsburghalle, Nordhausen Asistență: 1.400 Arbitri: Kijauskaitė, Žalienė |
| 17 noiembrie 2018 15:30 | 3×           | Cronică | 4× 2×      | Wiedigsburghalle, Nordhausen Asistență: 1.400 Arbitri: Kijauskaitė, Žalienė |

| 17 noiembrie 2018 19:30 | Győri Audi ETO KC | 37 - 17 | RK Podravka   | Audi Aréna, Győr Asistență: 5.330 Arbitri: Ilieva, Karbeska |
| 17 noiembrie 2018 19:30 | Kristiansen 6     | (17-9)  | Cighirinova 4 | Audi Aréna, Győr Asistență: 5.330 Arbitri: Ilieva, Karbeska |
| 17 noiembrie 2018 19:30 | 3×                | Cronică | 2× 3×         | Audi Aréna, Győr Asistență: 5.330 Arbitri: Ilieva, Karbeska |

## Grupa D
| Echipa              | M | V | E | Î | GM  | GP  | G   | Pct |
| ------------------- | - | - | - | - | --- | --- | --- | --- |
| CSM București       | 6 | 4 | 0 | 2 | 185 | 171 | +14 | 8   |
| Vipers Kristiansand | 6 | 3 | 1 | 2 | 180 | 162 | +18 | 7   |
| Ferencvárosi TC     | 6 | 3 | 0 | 3 | 174 | 186 | −12 | 6   |
| SG Bietigheim[1]    | 6 | 1 | 1 | 4 | 162 | 182 | −20 | 3   |

| 5 octombrie 2018 18:30 | CSM București | 36 - 31 | Ferencvárosi TC | Sala Polivalentă, București Asistență: 4.500 Arbitri: Brunovský, Čanda |
| 5 octombrie 2018 18:30 | Neagu 9       | (18-13) | Háfra 6         | Sala Polivalentă, București Asistență: 4.500 Arbitri: Brunovský, Čanda |
| 5 octombrie 2018 18:30 | 4× 3×         | Cronică | 1× 3×           | Sala Polivalentă, București Asistență: 4.500 Arbitri: Brunovský, Čanda |

| 6 octombrie 2018 18:15 | Vipers Kristiansand | 27 - 27 | SG Bietigheim | Aquarama, Kristiansand Asistență: 1.223 Arbitri: Christiansen, Hansen |
| 6 octombrie 2018 18:15 | Sulland 6           | (14-15) | Lauenroth 5   | Aquarama, Kristiansand Asistență: 1.223 Arbitri: Christiansen, Hansen |
| 6 octombrie 2018 18:15 | 1× 3×               | Cronică | 2×            | Aquarama, Kristiansand Asistență: 1.223 Arbitri: Christiansen, Hansen |

| 14 octombrie 2018 14:30 | Ferencvárosi TC | 27 - 26 | Vipers Kristiansand | Érd Aréna, Érd Asistență: 2.000 Arbitri: Bonaventura, Bonaventura |
| 14 octombrie 2018 14:30 | Kovacsics 7     | (17-14) | Reistad, Sulland 6  | Érd Aréna, Érd Asistență: 2.000 Arbitri: Bonaventura, Bonaventura |
| 14 octombrie 2018 14:30 | 3× 2×           | Cronică | 8× 3×               | Érd Aréna, Érd Asistență: 2.000 Arbitri: Bonaventura, Bonaventura |

| 14 octombrie 2018 18:00 | SG Bietigheim     | 30 - 28 | CSM București | MHP Arena, Ludwigsburg Asistență: 2.041 Arbitri: Alpaidze, Berezkina |
| 14 octombrie 2018 18:00 | Naidzinavicius 11 | (16-12) | Neagu 10      | MHP Arena, Ludwigsburg Asistență: 2.041 Arbitri: Alpaidze, Berezkina |
| 14 octombrie 2018 18:00 | 2×                | Cronică | 3× 2×         | MHP Arena, Ludwigsburg Asistență: 2.041 Arbitri: Alpaidze, Berezkina |

| 20 octombrie 2018 18:15 | Vipers Kristiansand | 27 - 29 | CSM București | Aquarama, Kristiansand Asistență: 1.985 Arbitri: Jurinović, Mrvica |
| 20 octombrie 2018 18:15 | Sulland 8           | (14-14) | Lekić 9       | Aquarama, Kristiansand Asistență: 1.985 Arbitri: Jurinović, Mrvica |
| 20 octombrie 2018 18:15 | 2× 3×               | Cronică | 4× 3×         | Aquarama, Kristiansand Asistență: 1.985 Arbitri: Jurinović, Mrvica |

| 21 octombrie 2018 17:00 | SG Bietigheim     | 25 - 28 | Ferencvárosi TC | MHP Arena, Ludwigsburg Asistență: 1.777 Arbitri: Covalciuc, Covalciuc |
| 21 octombrie 2018 17:00 | Van der Heijden 5 | (14-13) | Háfra 8         | MHP Arena, Ludwigsburg Asistență: 1.777 Arbitri: Covalciuc, Covalciuc |
| 21 octombrie 2018 17:00 | 3× 2×             | Cronică | 3× 2×           | MHP Arena, Ludwigsburg Asistență: 1.777 Arbitri: Covalciuc, Covalciuc |

| 4 noiembrie 2018 14:30 | Ferencvárosi TC | 33 - 30 | SG Bietigheim | Érd Aréna, Érd Asistență: 2.000 Arbitri: Brkić, Jusufhodžić |
| 4 noiembrie 2018 14:30 | Kovacsics 15    | (17-13) | Malestein 6   | Érd Aréna, Érd Asistență: 2.000 Arbitri: Brkić, Jusufhodžić |
| 4 noiembrie 2018 14:30 | 4× 2×           | Cronică | 3× 2×         | Érd Aréna, Érd Asistență: 2.000 Arbitri: Brkić, Jusufhodžić |

| 4 noiembrie 2018 18:30 | CSM București      | 26 - 31 | Vipers Kristiansand | Sala Dinamo, București Asistență: 1.800 Arbitri: Brehmer, Skowronek |
| 4 noiembrie 2018 18:30 | Neagu, Radičević 8 | (11-16) | Aune 8              | Sala Dinamo, București Asistență: 1.800 Arbitri: Brehmer, Skowronek |
| 4 noiembrie 2018 18:30 | 2×                 | Cronică | 3× 2×               | Sala Dinamo, București Asistență: 1.800 Arbitri: Brehmer, Skowronek |

| 11 noiembrie 2018 14:30 | Ferencvárosi TC | 28 - 34 | CSM București | Érd Aréna, Érd Asistență: 2.200 Arbitri: Christiansen, Hansen |
| 11 noiembrie 2018 14:30 | Háfra, Pena 6   | (10-17) | Neagu 10      | Érd Aréna, Érd Asistență: 2.200 Arbitri: Christiansen, Hansen |
| 11 noiembrie 2018 14:30 | 1×              | Cronică | 5× 2×         | Érd Aréna, Érd Asistență: 2.200 Arbitri: Christiansen, Hansen |

| 11 noiembrie 2018 17:00 | SG Bietigheim | 26 - 34 | Vipers Kristiansand | MHP Arena, Ludwigsburg Asistență: 1.914 Arbitri: Bethmann, Tzaferopoulos |
| 11 noiembrie 2018 17:00 | Visser 6      | (12-16) | Yttereng 9          | MHP Arena, Ludwigsburg Asistență: 1.914 Arbitri: Bethmann, Tzaferopoulos |
| 11 noiembrie 2018 17:00 | 1× 2×         | Cronică | 2× 3×               | MHP Arena, Ludwigsburg Asistență: 1.914 Arbitri: Bethmann, Tzaferopoulos |

| 17 noiembrie 2018 15:30 | Vipers Kristiansand | 35 - 27 | Ferencvárosi TC | Aquarama, Kristiansand Asistență: 2.024 Arbitri: Mošorinski, Pandžić |
| 17 noiembrie 2018 15:30 | Sulland 8           | (18-14) | Háfra 7         | Aquarama, Kristiansand Asistență: 2.024 Arbitri: Mošorinski, Pandžić |
| 17 noiembrie 2018 15:30 | 3× 2×               | Cronică | 4× 2×           | Aquarama, Kristiansand Asistență: 2.024 Arbitri: Mošorinski, Pandžić |

| 18 noiembrie 2018 17:15 | CSM București | 32 - 24 | SG Bietigheim | Sala Dinamo, București Asistență: 2.300 Arbitri: Bonaventura, Bonaventura |
| 18 noiembrie 2018 17:15 | Lekić 6       | (14-13) | Loerper 5     | Sala Dinamo, București Asistență: 2.300 Arbitri: Bonaventura, Bonaventura |
| 18 noiembrie 2018 17:15 | 2×            | Cronică | 6× 2×         | Sala Dinamo, București Asistență: 2.300 Arbitri: Bonaventura, Bonaventura |